# Stazione meteorologica di Sarzana Centro
La stazione meteorologica di Sarzana Centro è la stazione meteorologica di riferimento per l'area urbana della città di Sarzana.

## Coordinate geografiche
La stazione meteo si trova nell'Italia nord-occidentale, in Liguria, in provincia della Spezia, nel comune di Sarzana, a 10 metri s.l.m. e alle coordinate geografiche 44°07′N 9°58′E.

## Dati climatologici
In base alla media trentennale di riferimento 1961-1990, la temperatura media del mese più freddo, gennaio, si attesta a +6,8 °C; quella del mese più caldo, luglio, è di +22,7 °C .
I dati pluviometrici, non disponibili, non dovrebbero discostarsi dalle vicine stazioni meteorologiche di Sarzana Luni e della Spezia.
| Sarzana Centro     | Mesi | Mesi | Mesi | Mesi | Mesi | Mesi | Mesi | Mesi | Mesi | Mesi | Mesi | Mesi | Stagioni | Stagioni | Stagioni | Stagioni | Anno |
| Sarzana Centro     | Gen  | Feb  | Mar  | Apr  | Mag  | Giu  | Lug  | Ago  | Set  | Ott  | Nov  | Dic  | Inv      | Pri      | Est      | Aut      | Anno |
| ------------------ | ---- | ---- | ---- | ---- | ---- | ---- | ---- | ---- | ---- | ---- | ---- | ---- | -------- | -------- | -------- | -------- | ---- |
| T. max. media (°C) | 12,3 | 12,8 | 15,3 | 18,3 | 22,3 | 26,1 | 29,1 | 29,0 | 26,4 | 21,8 | 16,4 | 13,3 | 12,8     | 18,6     | 28,1     | 21,5     | 20,3 |
| T. min. media (°C) | 1,4  | 2,0  | 4,2  | 7,5  | 10,4 | 13,9 | 16,2 | 15,6 | 13,3 | 9,7  | 5,7  | 2,8  | 2,1      | 7,4      | 15,2     | 9,6      | 8,6  |